# Sisyromyia albavitta
Sisyromyia albavitta är en tvåvingeart som först beskrevs av Macquart 1850.  Sisyromyia albavitta ingår i släktet Sisyromyia och familjen svävflugor. Inga underarter finns listade i Catalogue of Life.